# スーパー32Xのゲームタイトル一覧
スーパー32Xのゲームタイトル一覧（スーパー32Xのゲームタイトルいちらん）では、セガのメガドライブの周辺機器であるスーパー32Xに対応したゲームソフトとして全世界で発売されたライセンスタイトルを発売年順に列記する。また、発売されなかったタイトルについても扱う。なお北米およびブラジルにおいて展開されたSega CD 32Xと欧州において展開されたMega CD 32Xに関しても本項で扱う。
| 目次 | • 発売されたタイトル• 発売されなかったタイトル• 脚注• 参考文献 |

スーパー32Xは1994年12月3日にメガドライブの周辺機器として日本で発売された。CPUが32ビットとなったスーパー32Xでは、それまでの16ビットであるメガドライブだけではできなかったことが実現できた。例えば大半のメガドライブ向け3Dシューティングにおける背景はあらかじめ描画されたムービーが用いられていたのに対し、『ステラアサルト』ではリアルタイムレンダリングを導入したことで、背景に見える大型旗艦に食らい判定を設けることができた。また、他機種からの移植作の中には、『スペースハリアー』や、『アフターバーナー・コンプリート』のように、移植元の再現度の高さを売りとするものもあった。
とはいえ、日本においては同時期に次世代機として発売された32ビット機セガサターンへの移行が比較的スムーズに行われ、スーパー32Xは短命に終わった。また、『PCエンジン＆メガドライブ発売中止ゲーム図鑑』の著者・鯨武長之介によると、スーパー32X発売2カ月前の時点では日本国内のサードパーティのうち18社が参入を表明していたが、最終的には光栄とアクレイムジャパンの2社だけにとどまったという。
一方、セガサターンの供給が遅れていた日本国外では、『バーチャファイター』が人気だった。
うち北米においては1994年11月に発売され、クリスマスまでに100万件の受注を受け、1995年1月までに60万台を出荷した。やがて、初期型メガドライブや一部の機種のテレビでは動かないといった苦情がユーザーから上がったことに加え、ローンチタイトルのラインナップの貧弱さから、しだいに不利に立たされていった。そして、1995年5月、セガサターンが北米に進出したことで、ユーザやサードパーティの混乱を招いた。最終的に、北米でもセガサターンへ注力することになり、スーパー32X用ソフトは1995年のうちに供給終了した。メガドライブミニの開発に携わった奥成洋輔は、欧米のゲームファンにインターネットをはじめとするあらゆる方法で情報が伝わっており、「スーパー32Xを買うくらいなら、セガサターンやPlayStationが出るまで貯金しよう」という気持ちにさせたとみており、「Allgame」のDave Beuscherも同様の見解を示している。
他方、欧州ではサッカーゲームが人気を集めており、うち「FIFA Soccer 96」は欧州でのみ発売された。
また、スーパー32XはメガCDと組み合わせることで「スーパー32XCD」となり、日本でも対応ソフトが発売される予定だったが実現せず、対応ソフトとして発売が予定されていた作品の中には、『コープスキラー』のように3DOへ移行したものもあった。
なお、本体性能の都合上、PnP機・メガドライブミニ2への収録は見送られた。

## 発売されたタイトル
| 目次 | • 1994• 1995以降 |

本節の「発売されたタイトル一覧表」には合計で「40」のゲームタイトルを発売日・発売元とともに列記している。また「地域ごとの発売年一覧表」には1994年から1996年に発売されたゲームタイトル数を地域および年に分けて列記している。なおブラジルは発売年が一部不明であるため、合計数のみ記載する。
| 地域     | 1994年 | 1995年 | 1996年 | 合計 |
| -------- | ------ | ------ | ------ | ---- |
| 日本     | 4      | 14     | N/A    | 18   |
| 北米     | 8      | 27     | 1      | 36   |
| 欧州     | 8      | 18     | 1      | 27   |
| ブラジル | 不明   | 不明   | 不明   | 16   |

「発売されたタイトル一覧表」において、上付き文字で「米」は北アメリカ、「欧」はヨーロッパを表す。
発売元に関して、ブラジルはTectoyが大半であるため、日本・北米・欧州で発売されたタイトルであってブラジルでも発売されたタイトルの発売元は特記ない限り記載を省略する。
| 発売日         | 発売日         | 発売日         | 発売日    | タイトル                                                    | 発売元                                                | 備考 |
| 日本           | 北米           | 欧州           | ブラジル  | タイトル                                                    | 発売元                                                | 備考 |
| -------------- | -------------- | -------------- | --------- | ----------------------------------------------------------- | ----------------------------------------------------- | --- |
| 1994年12月3日  | 1994年         | 1994年         | 1995年    | スター・ウォーズ アーケード                                 | セガ                                                  | ファイティングパッド6B対応 アーケードゲーム『スター・ウォーズ』の移植版。 |
| 1994年12月3日  | 1994年11月21日 | 1994年         | 1990年代  | DOOM                                                        | セガ                                                  | ファイティングパッド6B対応 同名PCゲームの移植版だが、全三部のシナリオのうちBFG9000が登場するエピソード3は未収録。 |
| 1994年12月3日  | 1994年11月21日 | 1994年12月2日  | 未発売    | スペースハリアー                                            | セガ                                                  | 日本におけるローンチタイトルで、同名アーケードゲームの移植版。XE-1 APアナログジョイパッド対応 |
| 1994年12月16日 | 1994年         | 1994年         | 1994年    | バーチャレーシング デラックス                               | セガ                                                  | ファイティングパッド6B対応 アーケードゲーム『バーチャレーシング』の移植版。 |
| 未発売         | 1994年         | 1994年         | 未発売    | w:Corpse Killer                                             | Digital Pictures                                      | 実写を用いたシューティングゲーム。メナサー専用。Sega/Mega CD 32X対応。 日本では1995年内にスーパー32XCD用タイトル『コープスキラー』として発売予定だったが、3DO版のみ発売された。                                                                                            |
| 未発売         | 1994年         | 1994年         | 未発売    | w:Night Trap                                                | Digital Pictures                                      | 同名メガCD用ソフトの画質強化版。Sega/Mega CD 32Xに対応しており、日本では1995年内にスーパー32XCD用タイトル『ナイトトラップ』として発売予定だった。 |
| 1995年1月13日  | 1995年         | 1995年         | 未発売    | - アフターバーナー・コンプリート - After Burner             | セガ                                                  | アーケードゲーム『アフターバーナーII』の移植版 XE-1 APアナログジョイパッド対応 |
| 1995年1月27日  | 1994年         | 1994年         | 1995年    | - サイバーブロール                                          | セガ                                                  | 対戦格闘ゲーム。 北米ではローンチタイトルとして発売された。 日本では『The Ultimate Fighting』から改題。 日本国外ではキャラクターのデザインが差し替えられている。 |
| 1995年2月24日  | 1995年         | 1995年         | 1995年    | メタルヘッド                                                | セガ                                                  | ファイティングパッド6B対応 |
| 1995年2月24日  | 1994年         | 1994年         | 1995年5月 | GOLF MAGAZINE PRESENTS 36 GREAT HOLES STARRING FRED COUPLES | セガ                                                  | 雑誌『ゴルフマガジン』協力によるゴルフゲームで、プロゴルファーのフレッド・カプルスが案内役として登場する セガタップ、ファイティングパッド6B対応 |
| 1995年3月24日  | 1995年         | 未発売         | 1995年5月 | TEMPO                                                       | セガ                                                  | 音楽をモチーフとした横スクロールアクションゲームで、レッドカンパニーが開発した。 |
| 1995年4月21日  | 1995年         | 1995年         | 1995年    | - カオティクス - Knuckles' Chaotix                          | セガ                                                  | ソニックシリーズに登場するナックルズ・ザ・エキドゥナを主役としたアクションゲーム。 |
| 1995年4月26日  | 1995年         | 1995年         | 未発売    | - ステラアサルト - Shadow Squadron                          | セガ                                                  | ファイティングパッド6B対応 日本では『バレットファイターズ』から改題。 |
| 1995年5月19日  | 1995年         | 1995年         | 1995年5月 | - モータルコンバットII 究極神拳 - Mortal Kombat II          | アクレイムジャパン                                    | モータルコンバットシリーズ第2弾。ファイティングパッド6B対応 |
| 1995年7月14日  | 1995年6月      | 1995年         | 未発売    | - パラスコード - Zaxxon's Motherbase 2000米 - Motherbase欧  | セガ                                                  | クォータービューを採用した3Dシューティングゲーム。 日本では『MOTHER BASE』から改題。 北米ではアーケードゲーム『ザクソン』の名を冠している。 |
| 1995年7月14日  | 1995年         | 1995年         | 未発売    | - NFLクォーターバッククラブ'95 - NFL Quarterback Club       | アクレイムジャパン アクレイム・エンタテインメント     | 同名メガCD用ソフト移植版。セガタップ対応 |
| 1995年7月28日  | 未発売         | 未発売         | 未発売    | 三國志IV                                                    | 光栄                                                  | 三國志シリーズ第4弾 ファイティングパッド6B対応 |
| 1995年9月1日   | 1995年         | 1995年         | 未発売    | NBAジャム・トーナメントエディション                         | - アクレイムジャパン - アクレイム・エンタテインメント | |
| 1995年9月1日   | 1995年         | 1995年         | 未発売    | WWF RAW                                                     | - アクレイムジャパン - アクレイム・エンタテインメント | セガタップ対応 |
| 1995年10月20日 | 1995年10月10日 | 1995年11月30日 | 1990年代  | バーチャファイター                                          | セガ                                                  | ファイティングパッド6B対応 同名アーケードゲームの移植版で、日本における最後のスーパー32X用ソフト。 |
| 未発売         | 1995年         | 1995年10月     | 未発売    | w:T-MEK                                                     | タイムワーナーインタラクティブ                        | |
| 未発売         | 1995年         | 1995年         | 1996年1月 | w:Kolibri                                                   | セガ                                                  | ハチドリを題材としたゲーム。 |
| 未発売         | 1995年         | 1995年         | 1990年代  | w:Motocross Championship                                    | セガ                                                  | 疑似3Dを用いたモトクロスゲームで、鯨武によると、パンチやキックで相手を妨害できる要素がモトクロス協会から非難されたという。 日本では、「スーパーモトクロス」という題名で1995年内に発売予定だった。                                                                          |
| 未発売         | 1995年         | 1995年         | 未発売    | w:Primal Rage                                               | タイムワーナーインタラクティブ                        | 同名アーケードゲームの移植版。 |
| 未発売         | 1995年         | 1995年         | 未発売    | w:Slam City with Scottie Pippen                             | Digital Pictures                                      | 日本国外で発売されたメガCD用ソフトのリマスターで、隠しキャラクターとしてNBAのスター選手スコッティ・ピッペンが登場する。Sega/Mega CD 32X対応 日本ではスーパー32XCD用タイトル『SLAM CITY』としてアクレイムジャパンから発売予定だった。 なお、日本では3DO版が発売されている。 |
| 未発売         | 1995年         | 1995年         | 未発売    | w:Supreme Warrior                                           | Digital Pictures                                      | 日本国外で発売されたメガCD用ソフトのリマスター。Sega/Mega CD 32X対応 日本ではスーパー32XCD用タイトル『SUPREME WARRIOR』としてアクレイムジャパンから発売予定だった。 なお、日本では3DO版が発売されている。                                                                  |
| 未発売         | 1995年         | 1995年         | 未発売    | w:Toughman Contest                                          | エレクトロニック・アーツ                              | 同名ボクシング興行が題材。 |
| 未発売         | 1995年         | 未発売         | 1995年    | w:Blackthorne                                               | セガ                                                  | 元々はメガドライブ用ソフトとして発売予定だった。 日本では1995年8月にスーパーファミコン用タイトル『ブラックソーン 復讐の黒き棘』としてコトブキシステムから発売された。 |
| 未発売         | 1995年         | 未発売         | 未発売    | w:WWF WrestleMania: The Arcade Game                         | アクレイム・エンタテインメント                        | |
| 未発売         | 1995年         | 未発売         | 未発売    | w:BC Racers                                                 | Front Street Publishing                               | |
| 未発売         | 1995年         | 未発売         | 未発売    | w:Brutal Unleashed: Above the Claw                          | GameTek                                               | メガドライブおよびメガCD向けに発売された"Brutal: Paws of Fury"の内容強化版。 |
| 未発売         | 1995年         | 未発売         | 1995年6月 | w:Fahrenheit                                                | セガ                                                  | Sega CD 32X対応。 日本ではメガCDでの発売に変更された。 なお、日本国外においては、ヨーロッパがメガCD版のみ、ブラジルがスーパー32X版のみ、そしてアメリカではその両方を収録したバンドル版が発売された。                                                                       |
| 未発売         | 1995年         | 未発売         | 未発売    | w:Pitfall: The Mayan Adventure                              | アクティビジョン                                      | |
| 未発売         | 1995年         | 未発売         | 未発売    | w:R.B.I. Baseball '95                                       | タイムワーナーインタラクティブ                        | |
| 未発売         | 1995年         | 未発売         | 1995年    | w:Star Trek: Starfleet Academy Starship Bridge Simulator    | セガ                                                  | |
| 未発売         | 1995年         | 未発売         | 未発売    | w:World Series Baseball Starring Deion Sanders              | セガ                                                  | 元メジャーリーグベースボール選手であるディオン・サンダースの名を冠した野球ゲーム。 |
| 未発売         | 未発売         | 1995年         | 未発売    | w:FIFA Soccer 96                                            | エレクトロニック・アーツ                              | |
| 未発売         | 未発売         | 未発売         | 1995年    | w:Surgical Strike                                           | TecToy                                                | 実写を用いたシューティングゲームで、セガからスーパー32XCD対応作品として発売される予定だった。 最終的にスーパー32XCD版はブラジルのみでの発売となり、日本を含む複数の国では容量を圧縮したうえでメガCD用ソフト『サージカルストライク』として発売された。                      |
| 未発売         | 1996年3月      | 未発売         | 未発売    | w:The Amazing Spider-Man: Web of Fire                       | セガ                                                  | 北米における最後の32X用タイトル |
| 未発売         | 未発売         | 1996年1月      | 未発売    | w:Darxide                                                   | セガ                                                  | 欧州のみで発売かつ欧州最後の32X用タイトル。 |

## 発売されなかったタイトル
| タイトル                       | 発売元             | 備考 |
| ------------------------------ | ------------------ | --- |
| KID ON SITE                    | アクレイムジャパン | 日本国外で発売されたメガCD用ソフトのリマスターで、日本では発売日未定のまま発売中止になり、国外においても発売が実現しなかった。                                                                 |
| ウイングウォー                 | セガ               | 同名アーケードゲームからの移植作品。1995年夏に発売予定だった。 2010年代後半に未完成のソースコードが見つかり、『SEGA AGES』プロジェクト展開に向けた検証用データとして用いられた。               |
| クラック・ザ・スナッパー       | セガ               | 日本では1995年夏に発売予定だった。 鯨武は題名から日本国外で発売された作品のローカライズではないかと推測している。                                                                              |
| ワイヤーヘッド                 | セガ               | 日本では発売日未定のまま発売中止になった。 日本国外ではセガよりメガCD用ソフトとして発売された。                                                                                                |
| シャドー・オブ・アトランティス | セガ               | もともと日本国外にてメガCD用ソフトとして開発されており、日本では1995年内に発売予定だったが実現せず、国外での発売もされなかった。                                                               |
| ミッドナイト・レイダース       | セガ               | 日本ではスーパー32XCD用タイトルとして1995年秋発売予定だった。 日本国外ではセガよりメガCD用ソフトとして発売された。                                                                             |
| きなこチタチタ                 | マイクロネット     | スーパー32Xと同時期に発表された作品で、マイクロネットが開発していたこと以外は詳細不明である。                                                                                                  |
| バットマンフォーエヴァー       | アクレイムジャパン | 鯨武は、移植元となる作品として、同名メガドライブ用ソフトまたは『バットマンフォーエヴァー ジ・アーケードゲーム』のいずれかではないかと推測している。 日本では発売日未定のまま発売中止になった。 |
| Fractal Racer                  |                    | メガCD用ソフト『ソウルスター』の移植版。 |
| Virutal Golf                   |                    | 最終的にセガサターン用ソフトとして発売された。 |
| Virtua Hamster                 | セガ               | 1995年秋に発売される予定だった。 のちにプロトタイプ版が見つかっている。 |